# Esteban Fekete
Esteban Fekete (* 11. August 1924 in Cinkota (heute Teil des XVI. Bezirks von Budapest), Ungarn; † 29. März 2009 in Dieburg) war ein deutsch-argentinischer Maler, Zeichner und Farbholzschneider mit ungarischen Wurzeln.

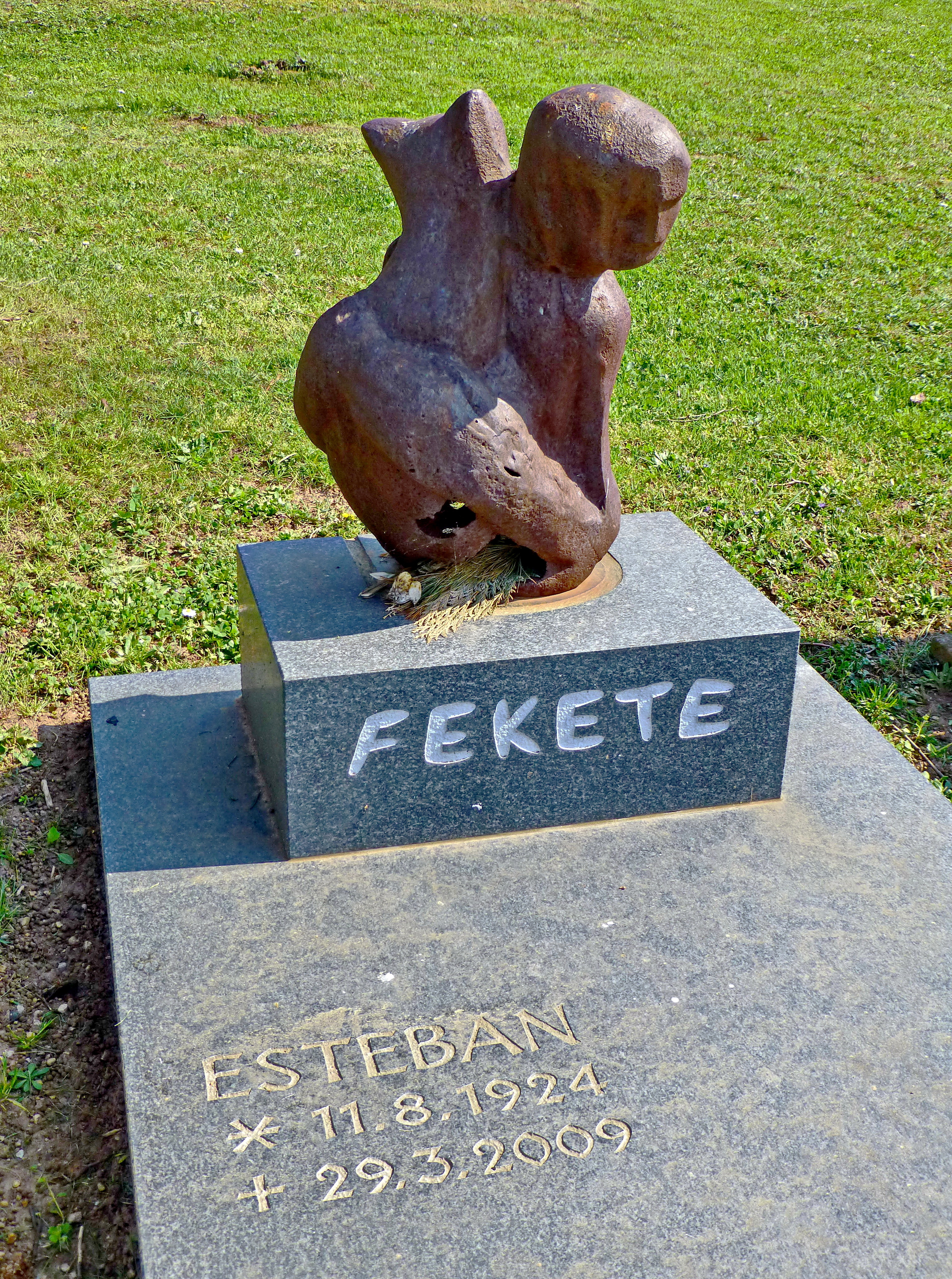
Grabstein Esteban Fekete mit Signatur auf dem Friedhof in Gundernhausen

## Leben
Esteban Fekete wurde als Fekete István in Cinkota, heute Teil des XVI. Bezirks von Budapest, am 11. August 1924 geboren. Sein Vater – ein ungarischer Ingenieur – zog aus beruflichen Gründen 1928 mit der Familie nach Ankara und Istanbul. Sohn István kam mit 8 Jahren 1932 zurück nach Mátyásföld (heute ebenfalls Vorort von Budapest) zu Verwandten, um einen geregelten Schulablauf bis zum erfolgreichen Abitur 1942 zu haben. Der sportliche István trainierte als Hindernisläufer, was ihm die Chance eröffnete, mit einer Sportler-Delegation 1947 nach Paris zu reisen, von wo er nicht wieder zurückkehrte. Schon nach kurzem Zwischenaufenthalt entschloss er sich zur Ausreise nach Argentinien und wurde 1951 argentinischer Staatsbürger mit dem ins Spanische umgewandelten Vornamen Esteban. Bei den Panamerikanischen Spielen 1951 in Buenos Aires wurde er Vierter über 3000 m Hindernis.
Esteban Fekete heiratete 1950 die Chemikerin Maria Alexandra Rongine, die wesentlichen Anteil an seiner Prägung und Vervollkommnung als Künstler hatte (Esteban über Maria: „Ohne sie wäre ich nicht das, was ich bin“). Die Ehe blieb kinderlos.
Zunächst war Esteban Fekete als Ingenieur bei einer argentinischen Baufirma angestellt. Seine künstlerischen Anfänge lagen in autodidaktischen Ansätzen und Kontakten mit argentinischen Künstlern, wohlwollend begleitet von dem Kunstkritiker Julio E. Payró. 1953 hatte er seine erste Ausstellung in Buenos Aires.
1957 wurde Maria Rongine de Fekete bei Luis Federico Leloir zum Doktor der Chemie promoviert; sie suchte nach einer eigenen neuen Wirkungsstätte – fand sie zunächst an der Universität Heidelberg, dann an der Technischen Hochschule Darmstadt im Institut von Friedrich Cramer. Esteban Fekete begleitete seine Frau auf den Reisen zwischen Argentinien und Deutschland. 1964 ging es erneut nach Darmstadt, wo Frau Rongine de Fekete bei Hubert Ziegler am Botanischen Institut ihre wissenschaftlichen Arbeiten fortsetzen konnte und 1971 eine Professur erhielt.
Die endgültige Niederlassung des Ehepaares in Deutschland erfolgte 1965 mit dem Bau eines Hauses in Roßdorf-Gundernhausen bei Darmstadt. Sie zogen dort ein mit ihrem Hund „Ulysses“, der eine ganz wichtige Rolle im Familienleben („Der Hund war unser Sohn“) und Künstlerleben (mehrfach „portraitiert“) spielte.
1978 erhielt Esteban Fekete die deutsche Staatsbürgerschaft.
Häufige Reisen nach Irland führten schließlich 1984 zum Erwerb eines Anwesens bei Kenmare; das Ehepaar pendelte in den folgenden Jahren zwischen Roßdorf und Kenmare als ihren Wohnorten. Irische Motive bekamen zeitweise eine starke Dominanz im Werk von Esteban Fekete.
In seiner Schaffenskraft beeinträchtigt durch die Krankheit seiner Frau starb Esteban Fekete am 29. März 2009.

## Künstlerische Leistung
Esteban Fekete ist stilistisch nicht festzulegen; seine Werke sind weder eindeutig dem Expressionismus – obwohl viele Werke den Betrachter so ansprechen –, noch der gegenständlichen Kunst und schon gar nicht der Abstraktion zuzuordnen. Er hat seinen eigenen Stil entwickelt und bewahrt, und das in vielen Ausformungen: Malerei in verschiedenen Techniken (Öl, Tempera, Mischtechniken auf verschiedenen Untergründen wie Papier, Holz, Hartfaser), Anfang der 70er Jahre auch Email-Bilder, Zeichnungen, Linolschnitt und seine ureigene Technik: der Farbholzschnitt, durch den er sich als unverwechselbar in der Kunstszene etablierte. Es gelang Esteban Fekete die vollkommene Beherrschung dieser Technik bis zum handwerklich komplizierten wie künstlerisch anspruchsvollen Ergebnis des Farbdrucks. Alle Schritte führte er – bis auf wenige Ausnahmen – selbst durch. Er entwickelte eine eigene Schnitt- und Bearbeitungstechnik für die Holzplatten; für die Farbgebung verwendete er eigens dafür ausgesuchte Ölfarben.
Mit der Vervielfältigungsmöglichkeit des Farbholzschnitts erreichte Fekete ganz bewusst ein breites kunstinteressiertes Publikum und traf auf den in den 60er Jahren des 20. Jh. aufkommenden Boom beim Kauf von Grafik-Editionen. Bei den Sujets seiner Bilder hat sich Fekete jedoch nie vom Publikumsgeschmack leiten lassen, befasste sich eher mit düsteren und mystischen Themen, wie z. B. dem Totentanz oder Krankheit und Trauer.
Er erfüllte auch zahlreiche Auftragsarbeiten für kommunale Einrichtungen mit Sujets der regionalen Landschaft und Architektur (Schlösser, Rathäuser) in Südhessen.
1979 erhielt Fekete den Georg-Christoph-Lichtenberg-Preis für bildende Kunst des Landkreises Darmstadt-Dieburg.
In seinen letzten Lebensjahren experimentierte Fekete mit der Hinterglasmalerei.

## Werkverzeichnis
- Esteban Fekete. Werkverzeichnis der Druckgraphik. 4 Bände. Rottendorf und Mülheim a. d. Ruhr 1971–1999.

In diesen Werkverzeichnissen sind 698 Farbholzschnitte von Esteban Fekete dokumentiert. Bis 2008 entstanden insgesamt 781 Farbholzschnitte.

## Ausstellungen (Auswahl)
- 1957 Heidelberg, Kabinett Griesebach
- 1961 Frankfurt/M., Kunst-Kabinett Hanna Bekker vom Rath
- 1964 Hamm, Gustav-Lübcke-Museum
- 1966 Köln, Galerie Boisserée
- 1970 Rottendorf, Galerie am Grasholz
- 1975 Schloss Lichtenberg: Sommergalerie
- 1984 Darmstadt, Saalbau-Galerie: Retrospektive zum 60. Geburtstag
- 1986 Sindelfingen, Rathaus
- 1987 Ungarische Wanderausstellung
- 1989 Budapest, Ungarische National-Galerie
- 1994 Darmstadt, Kunsthalle: Retrospektive Malerei und Graphik zum 70. Geburtstag
- 1999 Darmstadt, Bilderkabinett Markwart Müller-Linow: Retrospektive zum 75. Geburtstag
- 2009 Darmstadt, Galerie Netuschil, „Ich trage den toten Ulysses“, in memoriam Esteban Fekete[3]

## Stiftung
2002 stiftete Esteban Fekete für die neu eröffnete Fekete-Galerie im Museum Roßdorf (Träger: Kulturhistorischer Verein Roßdorf e. V.) eine große Zahl seiner Arbeiten.